# Distancia genética

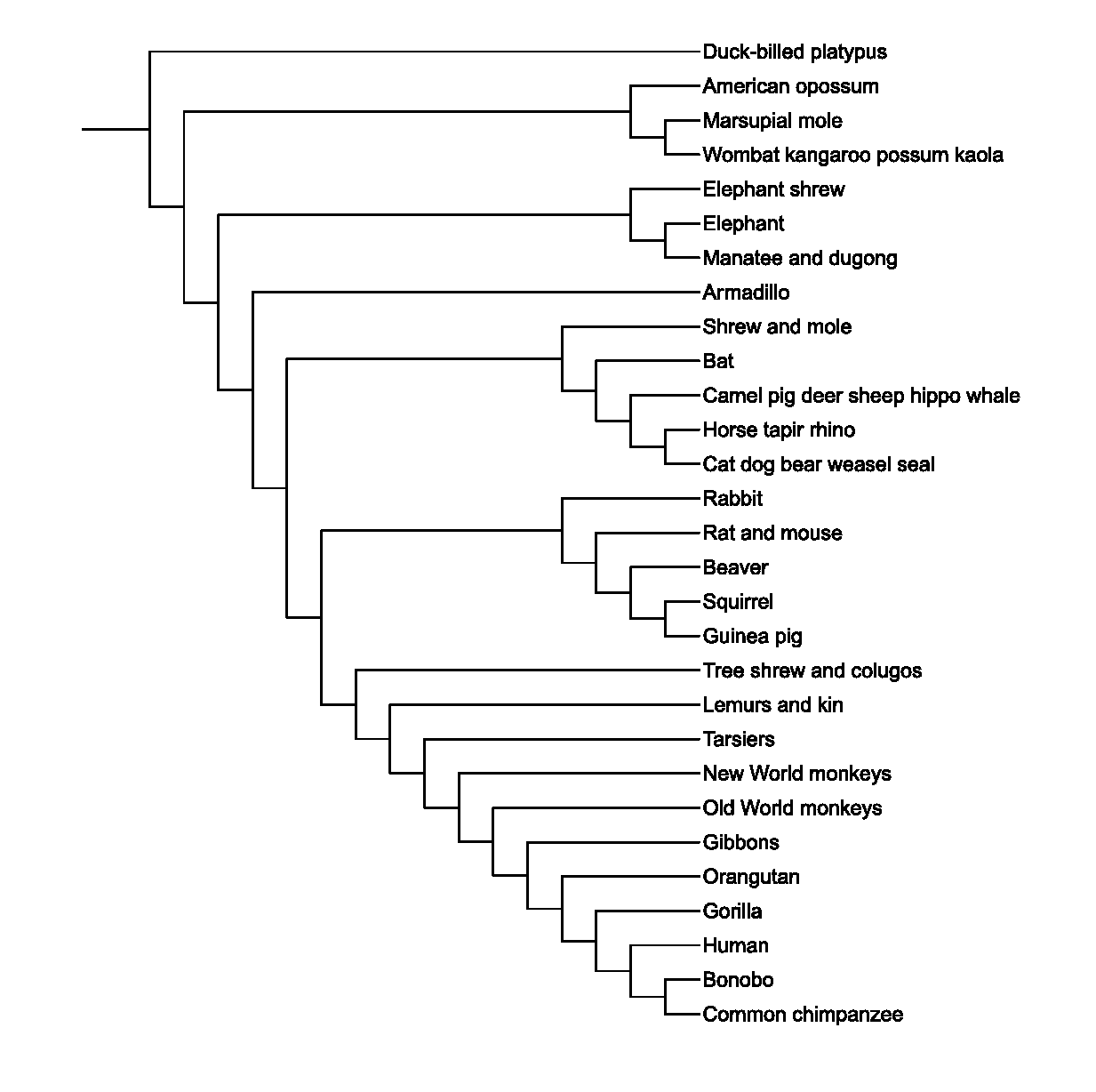
Cladograma mostrando la distancia genética entre diversas especies de mamíferos (incluido Homo sapiens).

La distancia genética es una medida de la diferencia del material genético entre distintas especies y diversos taxones.
Toda la vida actual está basada en la llamada molécula de la herencia, el ADN (ácido desoxirribonucleico). Las moléculas de ADN son una doble hélice, similar a una escalera de espiral, cuyos costados están comprimidos por una alternación de desoxirribosa de cinco carbonos y una molécula de fosfato, mientras que los "escalones" de la escalera son purinas nitrogenadas y bases de pirimidina. Estas bases son la adenina (A), la que siempre está emparejada con timina (T), y la guanina (G), la cual se empareja con citosina (C). Esto es la secuencia de las bases en la hélice, (por ejemplo, ATTTCGCCAAG) la que es copiada y traspasada a los descendientes durante la reproducción celular.
Al comparar el porcentaje de la diferencia entre los mismos genes de diferentes especies, una figura puede ser obtenida, la cual es una medida de la "distancia genética". Dependiendo de la diferencia, y corrigiendo ésta por tasas conocidas de evolución, la distancia genética puede ser usada como una herramienta para construir cladogramas que muestran el árbol genealógico de todos los seres vivos.
Así, el hecho de que la distancia genética entre chimpancés y seres humanos es de solo un 1,6 % (es decir, hay alrededor de 98,4 % de similitud), sugiere que los seres humanos y los chimpancés comparten un ancestro común desde hace unos cinco millones de años, y que ambas especies están más cercanamente relacionados entre ellas que con los gorilas o los orangutanes (los que divergieron hace nueve millones de años, y doce millones de años, respectivamente).
Existen varios métodos diferentes para definir la distancia genética. Una forma de medición está dada por la fórmula:

{\displaystyle d=-\ln(IG)\,}

La cantidad IG se trata de la "identidad genética" o la "similitud genética", y definida como  IG=ΣI÷#loci, en donde I=(Σ Pix•Piy)÷[(ΣPix²)·( ΣPiy²)]½. Pix es la proporción de alelos i en una población X, Piy es la proporción de alelos i en una población Y.